# Bundesautobahn 70
La Bundesautobahn 70, abbreviata anche in BAB 70, è una autostrada tedesca che collega la città di Schweinfurt (BAB 7) con la città di Bayreuth e l'autostrada BAB 9.
Ne è prevista la continuazione verso il confine con la Repubblica Ceca, adeguando l'esistente strada statale 303.

## Percorso
| BAB 70 |           |                                   |       |                |                |
| Tipo   | n° uscita | Indicazione                       | km    | Corrispondenze | Strada europea |
|        | 2         | Incrocio di Schweinfurt Werneck   | 0,0   |                |                |
|        | 3         | Werneck                           | 2,9   |                |                |
|        | 4         | Confluenza di Werntal             | 7,0   |                |                |
|        | 5         | Schweinfurt - Bergrheinfeld       | 9,1   |                |                |
|        | 6         | Schweinfurt Hafen                 | 11,1  |                |                |
|        | 7         | Schweinfurt Zentrum               | 12,5  |                |                |
|        | 8         | Gochsheim                         | 14,4  |                |                |
|        | 9         | Schonungen                        | 19,1  |                |                |
|        | 10        | Hassfurt                          | 27,5  |                |                |
|        | 11        | Knetzgau                          | 37,3  |                |                |
|        | 12        | Eltmann                           | 45,5  |                |                |
|        | 13        | Viereth - Trunstadt               | 55,2  |                |                |
|        | 14        | Bamberg Hafen                     | 61,3  |                |                |
|        | 15        | Hallstadt                         | 62,5  |                |                |
|        | 16        | Bamberg                           | 64,2  |                |                |
|        | 17        | Incrocio di Bamberga              | 65,7  |                |                |
|        | 18        | Schesslitz                        | 77,0  |                |                |
|        | 19        | Rossdorf                          | 82,7  |                |                |
|        | 20        | Stadelhofen                       | 89,3  |                |                |
|        | 21        | Schirradorf                       | 98,2  |                |                |
|        | 22        | Thurnau West                      | 103,2 |                |                |
|        | 23        | Thurnau Ost                       | 105,0 |                |                |
|        | 24        | Kulmbach - Neudrossenfeld         | 111,2 |                |                |
|        | 26        | Confluenza di Bayreuth - Kulmbach | 119,8 |                |                |